# Copa América Centenário – Grupo B
O grupo B da Copa América Centenário, edição especial desta competição comemorando os cem anos de realização da Copa América, organizada pela Confederação Sul-Americana de Futebol (Conmebol) e Confederação de Futebol da América do Norte, Central e Caribe (Concacaf), reunirá as seleções do Brasil, Equador, Haiti e Peru. Os componentes deste grupo foram definidos por sorteio realizado em 21 de fevereiro de 2016 no Hammerstein Ballroom, Nova Iorque.

## Equipes
| #  | Time    | Aparições | Melhor resultado                                          |
| -- | ------- | --------- | --------------------------------------------------------- |
| B1 | Brasil  | 35ª       | Campeão (1919, 1922, 1949, 1989, 1997, 1999, 2004 e 2007) |
| B2 | Equador | 26ª       | 4º lugar (1959 e 1993)                                    |
| B3 | Haiti   | 1ª        | Estreante                                                 |
| B4 | Peru    | 31ª       | Campeão (1939 e 1975)                                     |

## Estádios
Os jogos do grupo A serão disputados nos estádios localizados nas cidades de East Rutherford, Glendale, Orlando, Pasadena e Seattle.
| Pasadena, CA                  | East Rutherford, NJ                               | Seattle, WA        |
| ----------------------------- | ------------------------------------------------- | ------------------ |
| Rose Bowl                     | MetLife Stadium                                   | CenturyLink Field  |
| Capacidade: 92 542            | Capacidade: 82 500                                | Capacidade: 69 000 |
|                               |                                                   |                    |
| B2                            | B5                                                | B1, B6             |
| Glendale, AZ                  | Pasadena Orlando East Rutherford Seattle Glendale | Orlando, FL        |
| University of Phoenix Stadium | Pasadena Orlando East Rutherford Seattle Glendale | Citrus Bowl        |
| Capacidade: 63 400            | Pasadena Orlando East Rutherford Seattle Glendale | Capacidade: 60 219 |
|                               | Pasadena Orlando East Rutherford Seattle Glendale |                    |
| B4                            | Pasadena Orlando East Rutherford Seattle Glendale | B3                 |

## Classificação
| Pos. | Seleção | Pts | J | V | E | D | GP | GC | SG  |
| ---- | ------- | --- | - | - | - | - | -- | -- | --- |
| 1    | Peru    | 7   | 3 | 2 | 1 | 0 | 4  | 2  | +2  |
| 2    | Equador | 5   | 3 | 1 | 2 | 0 | 6  | 2  | +4  |
| 3    | Brasil  | 4   | 3 | 1 | 1 | 1 | 7  | 2  | +5  |
| 4    | Haiti   | 0   | 3 | 0 | 0 | 3 | 1  | 12 | –11 |

## Jogos

### Primeira rodada

#### Haiti vs Peru
Neste século, as seleções de Haiti e Peru não se enfrentaram nenhuma vez.
| 4 de junho    | Haiti | 0 – 1             | Peru         | CenturyLink Field, Seattle              |
| 19:30 (UTC−4) |       | CONMEBOL CONCACAF | Guerrero 61' | Público: 20 190 Árbitro: PAN Jhon Pitti |

| Haiti | Haiti | Peru | Cores do Time · Cores do Time · Cores do Time · Cores do Time · Cores do Time |

| HAITI          |    |                       |     |     |
|                |    |                       |     |     |
| G              | 1  | Johny Placide         |     |     |
| LD             | 8  | Reginald Goreux       |     |     |
| Z              | 5  | Romain Genevois       |     |     |
| Z              | 3  | Jerome Mechack        |     |     |
| LE             | 4  | Kim Jaggy             |     |     |
| M              | 13 | Kevin LaFrance        |     |     |
| M              | 19 | Max Hilaire           |     | 38' |
| M              | 14 | James Marcelin        | 49' |     |
| A              | 10 | Jeff Louis            |     |     |
| A              | 20 | Duckens Nazon         |     | 73' |
| A              | 7  | Wilde-Donald Guerrier |     |     |
| Substituições: |    |                       |     |     |
| M              | 16 | Jean Marc Alexandre   |     | 38' |
| A              | 9  | Kelvens Belfort       |     | 73' |
| Treinador:     |    |                       |     |     |
| Patrice Neveu  |    |                       |     |     |

| PARAGUAI       |    |                   |     |     |
|                |    |                   |     |     |
| G              | 1  | Pedro Gallese     |     |     |
| LD             | 4  | Renzo Revoredo    |     |     |
| Z              | 15 | Christian Ramos   |     |     |
| Z              | 2  | Alberto Rodríguez | 27' |     |
| LE             | 6  | Miguel Trauco     |     |     |
| V              | 13 | Renato Tapia      |     |     |
| V              | 16 | Óscar Vilchez     |     |     |
| M              | 21 | Alejandro Hohberg |     | 82' |
| M              | 10 | Christian Cueva   |     | 74' |
| M              | 20 | Edison Flores     |     | 90' |
| A              | 9  | Paolo Guerrero    | 68' |     |
| Substituições: |    |                   |     |     |
| A              | 11 | Luiz da Silva     |     | 90' |
| A              | 18 | Andy Polo         |     | 82' |
| A              | 15 | Yoshimar Yotún    |     | 74' |
| Treinador:     |    |                   |     |     |
| Ricardo Gareca |    |                   |     |     |

| Homem do jogo: Paolo Guerrero (Peru) Bandeirinhas: Gabriel Victoria Christian Ramirez Quarto árbitro: Armando Villarreal Quinto árbitro: Hiran Dopico |

#### Brasil vs Equador
Neste século, as seleções de Brasil e Equador enfrentaram-se dez vezes, tendo sete vitórias brasileiras (26 de abril de 2000, por um placar de 3–2, em jogo válido pelas eliminatórias da Copa do Mundo FIFA de 2002; 10 de setembro de 2003, por um placar de 1–0, em jogo válido pelas eliminatórias da Copa do Mundo FIFA de 2006; 10 de outubro de 2006, por um placar de 2–1, em jogo amistoso; 4 de julho de 2007, por um placar de 1–0, em jogo válido pela Copa América de 2007; 17 de outubro de 2007, por um placar de 5–0, em jogo válido pelas eliminatórias da Copa do Mundo FIFA de 2010; 13 de julho de 2011, por um placar de 4–2, em jogo válido pela Copa América de 2011; 9 de setembro de 2014, por um placar de 1–0, em jogo amistoso), um empate (23 de março de 2009, por um placar de 1–1, em jogo válido pelas eliminatórias da Copa do Mundo FIFA de 2010) e duas vitórias equatorianas (28 de março de 2001, por um placar de 1–0, em jogo válido pelas eliminatórias da Copa do Mundo FIFA de 2002; 17 de novembro de 2004, por um placar de 1–0, em jogo válido pelas eliminatórias da Copa do Mundo FIFA de 2006).
| 4 de junho    | Brasil | 0 – 0             | Equador | Rose Bowl, Pasadena                         |
| 22:00 (UTC−4) |        | CONMEBOL CONCACAF |         | Público: 53 158 Árbitro: CHI Julio Bascuñán |

| Cores do Time · Cores do Time · Cores do Time · Cores do Time · Cores do Time | Brasil | Equador | Cores do Time · Cores do Time · Cores do Time · Cores do Time · Cores do Time |

| G              | 1  | Alisson           |     |     |
| LD             | 2  | Dani Alves        |     |     |
| Z              | 13 | Marquinhos        |     |     |
| Z              | 4  | Gil               | 39' |     |
| LE             | 6  | Filipe Luís       |     |     |
| V              | 5  | Casemiro          | 18' |     |
| M              | 8  | Elias             | 36' | 86' |
| M              | 18 | Renato Augusto    |     |     |
| M              | 19 | Willian           |     | 76' |
| M              | 22 | Philippe Coutinho |     |     |
| A              | 9  | Jonas             |     | 62' |
| Substituições: |    |                   |     |     |
| A              | 11 | Gabriel           |     | 62' |
| M              | 20 | Lucas Moura       |     | 76' |
| M              | 10 | Lucas Lima        |     | 86' |
| Treinador:     |    |                   |     |     |
| Dunga          |    |                   |     |     |

| G                 | 12 | Esteban Dreer       |     |       |
| LD                | 4  | Juan Carlos Paredes | 47' |       |
| Z                 | 21 | Gabriel Achilier    |     |       |
| Z                 | 2  | Arturo Mina         |     |       |
| LE                | 10 | Walter Ayoví        |     |       |
| V                 | 18 | Carlos Gruezo       |     |       |
| V                 | 6  | Christian Noboa     |     |       |
| M                 | 16 | Antonio Valencia    |     |       |
| M                 | 23 | Miller Bolaños      |     | 90+1' |
| M                 | 7  | Jefferson Montero   |     | 81'   |
| A                 | 13 | Enner Valencia      | 77' | 81'   |
| Substituições:    |    |                     |     |       |
| M                 | 9  | Fidel Martínez      |     | 81'   |
| A                 | 17 | Jaime Ayoví         | 86' | 81'   |
| M                 | 8  | Fernando Gaibor     |     | 90+1' |
| Treinador:        |    |                     |     |       |
| Gustavo Quinteros |    |                     |     |       |

| Homem do jogo: Esteban Dreer (Equador) Assistentes: Carlos Astroza Christian Schiemann Quarto árbitro: José Argote Quinto árbitro: John Alexander León |

### Segunda rodada

#### Brasil vs Haiti
Neste século, as seleções de Brasil e Haiti enfrentaram-se uma vez, tendo uma vitória brasileira (18 de agosto de 2004, por um placar de 6–0, em jogo amistoso), nenhum empate e nenhuma vitória haitiana.
| 8 de junho    | Brasil                                                                         | 7 – 1     | Haiti        | Citrus Bowl, Orlando                     |
| 19:30 (UTC−4) | Coutinho 13' 28' 90+1' · Renato Augusto 34' 85' · Gabriel 58' · Lucas Lima 67' | Relatório | 59' Marcelin | Público: 28 241 Árbitro: USA Mark Geiger |

| Cores do Time · Cores do Time · Cores do Time · Cores do Time · Cores do Time | Brasil | Haiti | Haiti |

| G              | 1  | Alisson           |     |     |
| LD             | 2  | Dani Alves        |     |     |
| Z              | 13 | Marquinhos        |     |     |
| Z              | 4  | Gil               |     |     |
| LE             | 6  | Filipe Luís       |     |     |
| V              | 5  | Casemiro          | 38' | 62' |
| M              | 8  | Elias             |     | 71' |
| M              | 18 | Renato Augusto    |     |     |
| M              | 19 | Willian           |     |     |
| M              | 22 | Philippe Coutinho |     |     |
| A              | 9  | Jonas             |     | 46' |
| Substituições: |    |                   |     |     |
| A              | 11 | Gabriel           |     | 46' |
| M              | 10 | Lucas Lima        |     | 62' |
| M              | 17 | Walace            |     | 71' |
| Treinador:     |    |                   |     |     |
| Dunga          |    |                   |     |     |

| G              | 1  | Johny Placide      |     |     |
| LD             | 2  | Jean Sony Alcénat  |     | 82' |
| Z              | 3  | Mechack Jérôme     |     |     |
| Z              | 5  | Romain Genevois    |     |     |
| Z              | 8  | Réginal Goreux     | 25' |     |
| LE             | 4  | Kim Jaggy          |     |     |
| M              | 14 | James Marcelin     |     |     |
| M              | 13 | Kevin Lafrance     |     |     |
| M              | 16 | Jean Alexandre     |     | 62' |
| A              | 10 | Jeff Louis         |     |     |
| A              | 9  | Kervens Belfort    |     | 51' |
| Substituições: |    |                    |     |     |
| A              | 20 | Duckens Nazon      |     | 51' |
| M              | 19 | Max Hilaire        |     | 62' |
| A              | 21 | Jean-Eudes Maurice |     | 82' |
| Treinador:     |    |                    |     |     |
| Patrice Neveu  |    |                    |     |     |

| Homem do jogo: Philippe Coutinho (Brasil) Assistentes: Joseph Fletcher Charles Morgante Quarto árbitro: Roberto García Orozco Quinto árbitro: José Luis Camargo |

#### Equador vs Peru
Neste século, as seleções de Equador e Peru enfrentaram-se treze vezes, tendo seis vitórias equatorianas (29 de junho de 2000, por um placar de 2–1, em jogo válido pelas eliminatórias da Copa do Mundo FIFA de 2002; 2 de junho de 2001, por um placar de 2–1, em jogo válido pelas eliminatórias da Copa do Mundo FIFA de 2002; 6 de junho de 2007, por um placar de 2–0, em jogo amistoso; 21 de novembro de 2007, por um placar de 5–1, em jogo válido pelas eliminatórias da Copa do Mundo FIFA de 2010; 7 de junho de 2009, por um placar de 2–1, em jogo válido pelas eliminatórias da Copa do Mundo FIFA de 2010; 15 de novembro de 2011, por um placar de 2–0, em jogo válido pelas eliminatórias da Copa do Mundo FIFA de 2014), cinco empates (11 de junho de 2006, por um placar de 2–2, em jogo amistoso; 19 de novembro de 2003, por um placar de 0–0, em jogo válido pelas eliminatórias da Copa do Mundo FIFA de 2006; 30 de março de 2005, por um placar de 2–2, em jogo válido pelas eliminatórias da Copa do Mundo FIFA de 2006; 6 de setembro de 2006, por um placar de 1–1, em jogo amistoso; 29 de março de 2011, por um placar de 0–0, em jogo amistoso) e duas vitórias peruanas (3 de junho de 2007, por um placar de 2–1, em jogo amistoso; 7 de junho de 2013, por um placar de 1–0, em jogo válido pelas eliminatórias da Copa do Mundo FIFA de 2014).
| 8 de junho    | Equador                       | 2 – 2     | Peru                  | University of Phoenix Stadium, Glendale    |
| 22:00 (UTC−4) | E. Valencia 39' · Bolaños 48' | Relatório | Cueva 5' · Flores 13' | Público: 11 937 Árbitro: COL Wilmar Roldán |

| Cores do Time · Cores do Time · Cores do Time · Cores do Time · Cores do Time | Equador | Peru | Cores do Time · Cores do Time · Cores do Time · Cores do Time · Cores do Time |

| G                 | 22 | Alexander Domínguez |            |     |
| LD                | 4  | Juan Carlos Paredes |            | 46' |
| Z                 | 21 | Gabriel Achilier    | 22', 90+3' |     |
| Z                 | 2  | Arturo Mina         |            |     |
| LE                | 10 | Walter Ayoví        |            |     |
| M                 | 18 | Carlos Gruezo       | 12'        |     |
| M                 | 6  | Christian Noboa     |            |     |
| M                 | 16 | Antonio Valencia    |            |     |
| M                 | 23 | Miller Bolaños      |            | 62' |
| M                 | 7  | Jefferson Montero   |            | 88' |
| A                 | 13 | Enner Valencia      |            |     |
| Substituições:    |    |                     |            |     |
| A                 | 17 | Jaime Ayoví         |            | 46' |
| M                 | 9  | Fidel Martínez      |            | 62' |
| A                 | 19 | Juan Cazares        |            | 88' |
| Treinador:        |    |                     |            |     |
| Gustavo Quinteros |    |                     |            |     |

| G              | 1  | Pedro Gallese     |     |     |
| LD             | 4  | Renzo Revoredo    |     |     |
| Z              | 15 | Christian Ramos   |     |     |
| Z              | 2  | Alberto Rodríguez |     |     |
| LE             | 6  | Miguel Trauco     |     |     |
| M              | 13 | Renato Tapia      |     |     |
| M              | 16 | Óscar Vílchez     | 52' | 72' |
| M              | 21 | Alejandro Hohberg |     | 50' |
| M              | 10 | Christian Cueva   |     |     |
| M              | 20 | Edison Flores     |     | 79' |
| A              | 9  | Paolo Guerrero    |     |     |
| Substituições: |    |                   |     |     |
| M              | 8  | Andy Polo         |     | 50' |
| A              | 11 | Raúl Ruidíaz      |     | 72' |
| M              | 19 | Yoshimar Yotún    |     | 79' |
| Treinador:     |    |                   |     |     |
| Ricardo Gareca |    |                   |     |     |

| Homem do jogo: Enner Valencia (Equador) Assistentes: Alexander Guzmán Wilmar Navarro Quarto árbitro: Yadel Martínez Quinto árbitro: Hiran Dopico |

### Terceira rodada

#### Equador vs Haiti
Neste século, as seleções de Equador e Haiti enfrentaram-se uma vez, tendo uma vitória equatoriana (26 de março de 2008, por um placar de 3–1, em jogo amistoso), nenhum empate e nenhuma vitória haitiana.
| 12 de junho   | Equador                                                         | 4 – 0     | Haiti | MetLife Stadium, East Rutherford |
| 18:30 (UTC−4) | E. Valencia 10' · J. Ayoví 19' · C. Noboa 56' · A. Valencia 77' | Relatório |       |                                  |

| Cores do Time · Cores do Time · Cores do Time · Cores do Time · Cores do Time | Equador | Haiti | Haiti |

| G                 | 22 | Alexander Domínguez |  |     |
| LD                | 4  | Juan Carlos Paredes |  |     |
| Z                 | 2  | Arturo Mina         |  |     |
| Z                 | 3  | Frickson Erazo      |  |     |
| LE                | 10 | Walter Ayoví        |  |     |
| M                 | 16 | Antonio Valencia    |  |     |
| M                 | 6  | Christian Noboa     |  |     |
| M                 | 18 | Carlos Gruezo       |  | 79' |
| A                 | 17 | Jaime Ayoví         |  | 46' |
| A                 | 13 | Enner Valencia      |  | 84' |
| A                 | 7  | Jefferson Montero   |  |     |
| Substituições:    |    |                     |  |     |
| A                 | 19 | Juan Cazares        |  | 46' |
| M                 | 8  | Fernando Gaibor     |  | 79' |
| M                 | 9  | Fidel Martínez      |  | 84' |
| Treinador:        |    |                     |  |     |
| Gustavo Quinteros |    |                     |  |     |

| G              | 1  | Johny Placide      |       |     |
| LD             | 6  | Stéphane Lambese   |       |     |
| Z              | 5  | Romain Genevois    | 90+2' |     |
| Z              | 3  | Mechack Jérôme     |       |     |
| LE             | 4  | Kim Jaggy          |       |     |
| M              | 21 | Jean-Eudes Maurice |       |     |
| M              | 13 | Kevin Lafrance     | 37'   | 71' |
| M              | 14 | James Marcelin     |       | 79' |
| M              | 15 | Sony Norde         |       |     |
| A              | 20 | Duckens Nazon      |       |     |
| A              | 9  | Kervens Belfort    |       | 70' |
| Substituições: |    |                    |       |     |
| A              | 10 | Jeff Louis         |       | 70' |
| M              | 19 | Max Hilaire        |       | 71' |
| M              | 16 | Jean Alexandre     |       | 79' |
| Treinador:     |    |                    |       |     |
| Patrice Neveu  |    |                    |       |     |

| Homem do Jogo: Enner Valencia (Equador) Assistentes: Javier Bustillos Juan Pablo Montaño Quarto Árbitro: Patricio Loustau Quinto Árbitro: Ezequiel Brailovsky |

#### Brasil vs Peru
Neste século, as seleções de Brasil e Peru enfrentaram-se nove vezes, tendo seis vitórias brasileiras (4 de junho de 2000, por um placar de 1–0, em jogo válido pelas eliminatórias da Copa do Mundo FIFA de 2002; 15 de julho de 2001, por um placar de 2–0, em jogo válido pela Copa América de 2001; 27 de março de 2005, por um placar de 1–0, em jogo válido pelas eliminatórias da Copa do Mundo FIFA de 2006; 1 de abril de 2009, por um placar de 3–0, em jogo válido pelas eliminatórias da Copa do Mundo FIFA de 2010; 14 de junho de 2015, por um placar de 2–1, em jogo válido pela Copa América de 2015; 17 de novembro de 2015, por um placar de 3–0, em jogo válido pelas eliminatórias da Copa do Mundo FIFA de 2018), três empates (25 de abril de 2001, por um placar de 1–1, em jogo válido pelas eliminatórias da Copa do Mundo FIFA de 2002; 16 de novembro de 2003, por um placar de 1–1, em jogo válido pelas eliminatórias da Copa do Mundo FIFA de 2006; 18 de novembro de 2007, por um placar de 1–1, em jogo válido pelas eliminatórias da Copa do Mundo FIFA de 2010) e nenhuma vitória peruana.
| 12 de junho   | Brasil | 0 – 1     | Peru        | Gillette Stadium, Foxborough              |
| 20:30 (UTC−4) |        | Relatório | Ruidíaz 74' | Público: 36 187 Árbitro: URU Andrés Cunha |

| Cores do Time · Cores do Time · Cores do Time · Cores do Time · Cores do Time | Brasil | Peru | Cores do Time · Cores do Time · Cores do Time · Cores do Time · Cores do Time |

| G              | 1  | Alisson           |     |     |
| LD             | 2  | Dani Alves        |     |     |
| Z              | 3  | Miranda           |     |     |
| Z              | 4  | Gil               |     |     |
| LE             | 6  | Filipe Luís       |     |     |
| M              | 8  | Elias             |     |     |
| M              | 18 | Renato Augusto    | 89' |     |
| M              | 19 | Willian           |     |     |
| M              | 10 | Lucas Lima        | 72' |     |
| M              | 22 | Philippe Coutinho |     |     |
| A              | 11 | Gabriel           |     | 72' |
| Substituições: |    |                   |     |     |
| A              | 21 | Hulk              |     | 72' |
| Treinador:     |    |                   |     |     |
| Dunga          |    |                   |     |     |

| G              | 1  | Pedro Gallese     |       |       |
| LD             | 3  | Aldo Corzo        |       |       |
| Z              | 2  | Alberto Rodríguez |       |       |
| Z              | 15 | Christian Ramos   |       |       |
| LE             | 6  | Miguel Trauco     |       |       |
| M              | 16 | Óscar Vílchez     |       |       |
| M              | 5  | Adán Balbín       |       | 46'   |
| M              | 8  | Andy Polo         |       |       |
| M              | 10 | Christian Cueva   |       | 90+1' |
| M              | 20 | Edison Flores     |       | 64'   |
| A              | 9  | Paolo Guerrero    |       |       |
| Substituições: |    |                   |       |       |
| M              | 19 | Yoshimar Yotún    | 90+3' | 46'   |
| A              | 11 | Raúl Ruidíaz      |       | 64'   |
| M              | 13 | Renato Tapia      |       | 90+1' |
| Treinador:     |    |                   |       |       |
| Ricardo Gareca |    |                   |       |       |

| Homem do Jogo: Pedro Gallese (Peru) Assistentes: Nicolás Taran Richard Trinidad Quarto Árbitro: Enrique Cáceres Quinto Árbitro: Eduardo Cardozo |